# Karol Ginter
Karol Sergiusz Ginter (ur. 9 września 1901 w Zbiersku, zm. 21 listopada 1938 w Krakowie) – porucznik kawalerii Wojska Polskiego w II Rzeczypospolitej, kawaler Orderu Virtuti Militari.

## Życiorys
Urodził się w rodzinie Władysława i Pauliny ze Schmidtów. Absolwent gimnazjum państwowego w Ostrowcu. W 1916 wstąpił do Polskiej Organizacji Wojskowej, a w 1918 ochotniczo do odrodzonego Wojska Polskiego. Początkowo został skierowany do szwadronu lotnego przy 24 pułku piechoty, a później do szwadronu Ziemi Radomskiej. Po reorganizacji pododdziału, w składzie 1 szwadronu 11 pułku ułanów na froncie litewsko-białoruskim walczył o Wilno. Później na czele plutonu walczył na froncie północnym i południowym. We wrześniu 1920, po zdobyciu miasteczka Białozierka i wyparciu baonu piechoty bolszewickiej, wraz z 3 plutonem prowadził dalszy pościg; wraz z jednym ułanem zdołał przejść przez bagna i z szablami w dłoniach rzucili się na tyralierę wroga. W walce poległ między innymi dowódca baonu 489 pp bolszewickiej, rozbito baon i zdobyto wielu jeńców. Za bohaterstwo w walce odznaczony został Krzyżem Srebrnym Orderu Virtuti Militari. 
Bezpośrednio po wojnie pozostał w zawodowej służbie wojskowej. W marcu 1921 uczył się w Przyfrontowej Szkole Oficerskiej Jazdy w Brodach. Po zakończeniu nauki wrócił do macierzystego pułku. W lipcu 1921 na własną prośbę przeszedł do rezerwy, w stopniu podchorążego.
Dopiero w 1923 podjął pracę zawodową. Został urzędnikiem w „Spółce Akcyjnej Wielkich Pieców i Zakładów Ostrołęckich”. Od 1928 należał do Bezpartyjnego Bloku Współpracy z Rządem. Był też współzałożycielem i członkiem Zarządu Stowarzyszenia Rezerwistów i Byłych Wojskowych w Ostrowcu. 17 marca 1926 został mianowany podporucznikiem rezerwy ze starszeństwem z 1 lipca 1925 i 159. lokatą, i przydzielony w rezerwie do 20 pułku ułanów. 29 stycznia 1932 został mianowany porucznikiem ze starszeństwem z 2 stycznia 1932 i 116. lokatą w korpusie oficerów rezerwowych kawalerii. We wrześniu 1935 został przydzielony do Oficerskiej Kadry Okręgowej Nr X. Zmarł w Krakowie, a pochowany został na cmentarzu w Ostrowcu.

## Życie prywatne
Był żonaty z Natalią Reńską, miał córkę Krystynę Marię (ur. 1928).

## Ordery i odznaczenia
- Krzyż Srebrny Orderu Virtuti Militari (nr 5160)[1]
- Medal Niepodległości – 9 listopada 1932 „za pracę w dziele odzyskania niepodległości”[5][1]